# Hubert Kós
Hubert Kós (Telki, 28 de marzo de 2003) es un deportista húngaro que compite en natación.
Participó en dos Juegos Olímpicos de Verano, en los años 2020 y 2024, obteniendo una medalla de oro en París 2024, en la prueba de 200 m espalda.
Ganó tres medallas en el Campeonato Mundial de Natación, en los años 2023 y 2025, dos medallas en el Campeonato Mundial de Natación en Piscina Corta de 2024, seis medallas en el Campeonato Europeo de Natación, en los años 2022 y 2024, y una medalla de bronce en el Campeonato Europeo de Natación en Piscina Corta de 2021.

## Palmarés internacional
| Juegos Olímpicos                    | Juegos Olímpicos    | Juegos Olímpicos  | Juegos Olímpicos        |
| Año                                 | Lugar               | Medalla           | Prueba                  |
| ----------------------------------- | ------------------- | ----------------- | ----------------------- |
| 2024                                | París (Francia)     | Medalla de oro    | 200 m espalda           |
| Campeonato Mundial                  |                     |                   |                         |
| Año                                 | Lugar               | Medalla           | Prueba                  |
| 2023                                | Fukuoka (Japón)     | Medalla de oro    | 200 m espalda           |
| 2025                                | Singapur (Singapur) | Medalla de oro    | 200 m espalda           |
| 2025                                | Singapur (Singapur) | Medalla de bronce | 200 m estilos           |
| Campeonato Mundial en Piscina Corta |                     |                   |                         |
| Año                                 | Lugar               | Medalla           | Prueba                  |
| 2024                                | Budapest (Hungría)  | Medalla de oro    | 200 m espalda           |
| 2024                                | Budapest (Hungría)  | Medalla de plata  | 100 m espalda           |
| Campeonato Europeo                  |                     |                   |                         |
| Año                                 | Lugar               | Medalla           | Prueba                  |
| 2022                                | Roma (Italia)       | Medalla de oro    | 200 m estilos           |
| 2024                                | Belgrado (Serbia)   | Medalla de oro    | 200 m estilos           |
| 2024                                | Belgrado (Serbia)   | Medalla de oro    | 4 × 100 m libre mixto   |
| 2024                                | Belgrado (Serbia)   | Medalla de plata  | 100 m mariposa          |
| 2024                                | Belgrado (Serbia)   | Medalla de plata  | 4 × 200 m libre         |
| 2024                                | Belgrado (Serbia)   | Medalla de bronce | 4 × 100 m estilos mixto |
| Campeonato Europeo en Piscina Corta |                     |                   |                         |
| Año                                 | Lugar               | Medalla           | Prueba                  |
| 2021                                | Kazán (Rusia)       | Medalla de bronce | 400 m estilos           |